# 907

## Починали
- 2 май – Княз Борис-Михаил (Борис I), владетел на Първата българска държава